# Alastor seidenstueckeri
Alastor seidenstueckeri är en stekelart som beskrevs av Blüthgen 1956. Alastor seidenstueckeri ingår i släktet Alastor och familjen Eumenidae. Inga underarter finns listade i Catalogue of Life.